# Blackouts
Blackouts è il secondo romanzo dello scrittore statunitense Justin Torres, pubblicato nel 2023 da Macmillan Publishers.
Il libro ha vinto il National Book Award per la narrativa ed è stato tra i finalisti per l'Orwell Prize e il Lambda Literary Award.

## Trama
Il narratore – un giovane di origini portoricane che ha vissuto di espedienti e prostituendosi a New York – attraversa il deserto per arrivare al Palace, un luogo misterioso a metà tra una casa di riposo e un hospice. È venuto a incontrare Juan Gay, un uomo ormai anziano e morente che aveva conosciuto una decina di anni prima durante una breve degenza in un ospedale psichiatrico. In cambio della promessa che gli lascerà la stanza dopo la morte, Juan affida all'anonimo narratore (che lui chiama affettuosamente nene) un compito mai dello tutto specificato. 
Durante le lunghe giornate che i due trascorrono insieme attendendo la morte di Juan, i due uomini si scambiano storie e ricordi della loro vita, ripercorrendo tratti della storia della comunità gay della New York del XX secolo. In particolare, Juan è interessato alla figure di Jan ed Eleanor Gay, a cui era stato brevemente affidato durante l'infanzia, e agli studi di Jan sulla sessualità e l'omosessualità, culminati con la pubblicazione nel 1941 di Sex Variants: A Study of Homosexual Patterns. Tra i numerosi documenti presenti nella stanza, si trova anche una copia di Sex Variants, pesantemente censurata con un pennarello nero e che il narratore prova a decifrare e ricostruire.